# Conservación (ética)

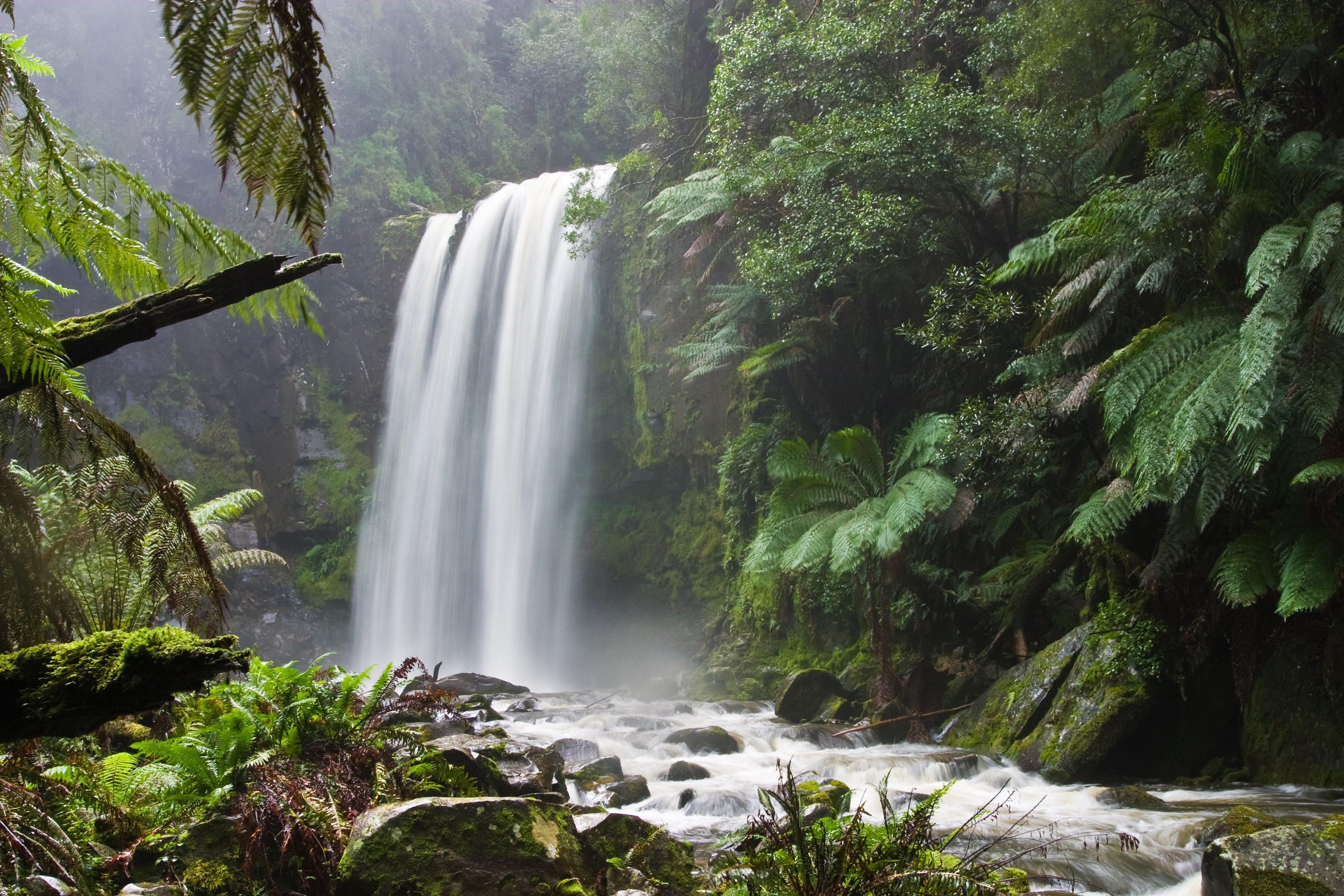
Mucha atención se ha dado a la preservación de las características naturales de las Cataratas Hopetoun, Australia, al tiempo que permite el acceso a los visitantes.

La Conservación es una ética del uso de los recursos, así como su asignación y protección. Su principal objetivo es mantener la salud del Medio ambiente, las pesquerías, los hábitats y la biodiversidad. Otro de sus objetivos es la conservación de materiales, incluidos los recursos no renovables, como los metales, los minerales y los combustibles fósiles, también la conservación de la energía, lo cual es importante para proteger el mundo natural. Los que siguen la ética de conservación y, sobre todo, los que abogan o trabajan por y para las metas de conservación se denominan conservacionistas.

## Introducción
Conservar los hábitats en las ecorregiones terrestres y detener la deforestación es un objetivo compartido por muchos grupos con una amplia variedad de motivaciones.
Proteger la vida marina de la extinción debida a la sobrepesca o al cambio climático es otro objetivo común declarado dentro de la ética de conservación, asegurando así que "algunos estarán disponibles para las generaciones futuras".
La ética de conservación por parte de los consumidores es expresada por cuatro R's: "Repensar, Reducir, Reciclar y Reparar". Esta ética social se refiere principalmente al consumo local, al consumo responsable, a la sostenibilidad, y al uso correcto de los recursos renovables, la moderación respecto al uso destructivo de los recursos finitos y la prevención de daño a los recursos comunes, tales como la calidad del aire y la del agua, las funciones naturales de la tierra, así como su valor cultural.
El valor principal que subyace en la mayoría de las expresiones de la ética de conservación es que el mundo natural tiene un valor intrínseco e intangible, junto con un valor utilitario; lo anterior es un punto de vista científico basado en la conservación ambiental y que fue retomado de algunas enseñanzas que datan de la época romance.
Las escuelas utilitaristas de conservación buscan una valoración adecuada para el impacto antropogénico que sufre el medio ambiente y el efecto de la situación sobre el bienestar humano, ahora y el futuro. La forma cómo se evalúan y se intercambian tales valores entre las personas, determina las restricciones e imperativos sociales, políticos y personales por los que se practica la conservación; lo que resulta una meta común para los movimientos ambientales en la actualidad.
Estos movimientos han seguido diferentes caminos, sin embargo, conservan sus raíces en la conservación ambiental.
En Estados Unidos, el año 1864 vio la publicación de dos libros que sentaron las bases de las tradiciones de conservación románticas y utilitaristas en América. La publicación póstuma de Henry David Thoreau titulada Walden, que estableció la grandeza de la naturaleza virgen como una ciudadela para nutrir el espíritu del hombre. El segundo libro fue publicado por George Perkins Marsh y se titulaba El hombre y la Naturaleza (Man and Nature), pero después fue retitulado "La Tierra modificada por la acción humana" ("The Earth as Modified by Human Action"); de aacuerdo con las observaciones del autor, el hombre agotaba y alteraba la tierra de la que depende su supervivencia.

## Terminología
En el uso común, el término se refiere a la protección sistemática de los recursos naturales como los bosques, incluida su biodiversidad. Carl F. Jordan define:

conservación biológica como una filosofía de gestión del medio ambiente de manera que no se desperdicie, se agote o se extinga el mismo.

Mientras que este uso no es nuevo, la idea de la conservación biológica se ha aplicado a los principios de ecología, biogeografía, antropología, economía y sociología para mantener la biodiversidad.
El término "conservación" en sí mismo, puede cubrir conceptos como diversidad cultural, diversidad genética, el concepto de movimientos en pro de la conservación ambiental, y el de banco de semillas. Estos, a menudo se resumen como la prioridad de respetar la diversidad, especialmente por la política verde.
Los movimientos más recientes se pueden considerar una resistencia al comercialismo y a la globalización. Slow food o Comida Lenta es una consecuencia del rechazo de estos como prioridades morales, aunado al hecho de adoptar un modo de vida sencillo.

## Práctica

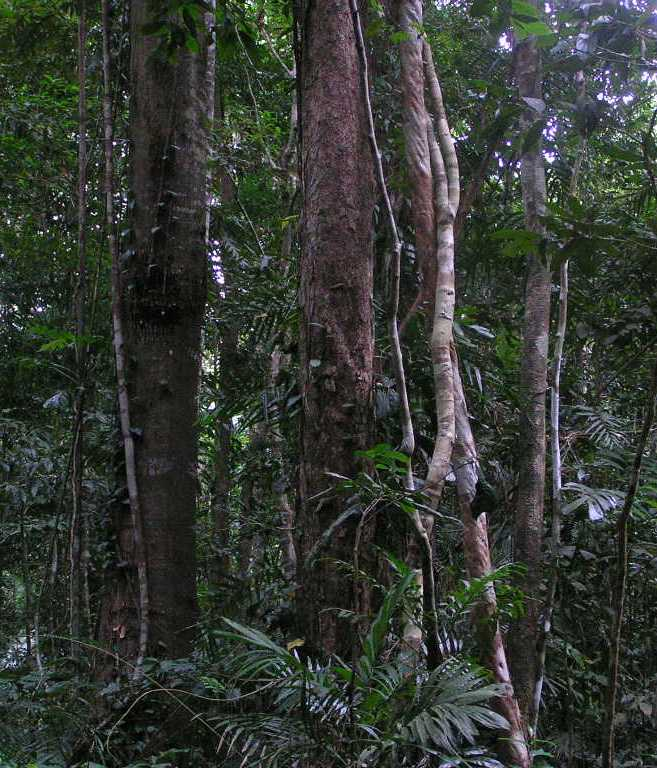
Bosque tropical Daintree en Queensland, Australia

Distintas tendencias existen en relación con el desarrollo de la conservación. Si bien los esfuerzos de muchos países para preservar las especies y sus hábitats han sido dirigidos por el gobierno, los de Europa Occidental tendían a surgir de la clase media y del interés aristocrática en relación con la historia natural, expresada a nivel personal y nacional, pero también localmente por la sociedad científica. Así, países como Gran Bretaña, los Países Bajos, Alemania, etc. tenían lo que hoy nosotros conocemos como ONG — como la RSPB (Sociedad Real para la Protección de los Pájaros), la Fundación Nacional para los Lugares de Interés Histórico o de Belleza Natural, Natuurmonumenten, los fideicomisos de conservación para cada provincia holandesa, Vogelbescherming, etc. — mucho tiempo antes de que hubiera parques nacionales y reservas naturales. Esto refleja en parte la ausencia de áreas silvestres en Europa cultivada, así como el interés del gobierno en cuanto a laissez-faire en algunos países, como el Reino Unido, lo que no hace una coincidencia que John Muir, hombre de origen escocés y fundador del Movimiento de Parques nacionales (y por lo tanto de la conservación patrocinada por el gobierno), hizo su excelente trabajo en los EE. UU., donde fue la fuerza motriz detrás de la creación de parques nacionales como el Yosemite y el Yellowstone. Hoy en día, más de 10% del mundo está protegido legalmente de alguna manera u otra, aunque la recaudación de fondos resulta insuficiente para pagar por la gestión eficaz de tanta tierra con estatus de protección.
Las áreas protegidas en los países en vías de desarrollo, donde, probablemente, el 70 u 80% de las especies del mundo viven, siguen contando con muy poca gestión y protección. Algunos países, como México, tienen organizaciones civiles sin fines de lucro y propietarios de las tierras dedicadas a proteger grandes propiedades privadas, tal es el caso de la Hacienda Maya en la Selva Chichen y su reserva para el refugio de aves en Chichén Itzá, Yucatán. La Fundación "Adopt A Ranger" ha calculado que se necesitan alrededor de 140,000 guardaparques para las áreas protegidas en los países en vías de desarrollo. No existen datos sobre el número de guardaparques empleados en este momento, pero muy probablemente menos de la mitad de las áreas protegidas en países en desarrollo y en transición tienen alguno, y aquellos que los tienen son menos del 50%; esto significa que habría una déficit de guardaparques en todo el mundo de 105,000 en estos países.
Uno de los conservacionistas más importantes del mundo, el Dr. Kenton Miller, habló sobre la importancia de los guardaparques: "El futuro de nuestros servicios ecosistémicos y de nuestro patrimonio depende de los guardaparques. Con la rapidez a la que los retos en las áreas protegidas están cambiando y creciendo, nunca había sido tan necesaria la preparación humana en este sentido. Los guardaparques son la columna vertebral de la correcta administración de cualquier parque. Ellos están en su suelo. Ellos trabajan en la primera línea con los científicos, visitantes y miembros de las comunidades locales."
"Adopt A Ranger", teme que el déficit de guardaparques sea el mayor factor limitante en la efectiva conservación de la naturaleza en el 75% del mundo. Actualmente, ninguna organización de conservación, país occidental u organización internacional se ocupa de este problema.  Adopt A Ranger ha llamado la atención de todo el mundo ante el problema más urgente que la conservación enfrenta en los países en desarrollo y/o en transición: áreas protegidas sin el personal de campo adecuado. Muy concretamente, se contribuirá a la solución del problema a partir de la recaudación de fondos para financiar guardaparques preparados. También ayudará a los gobiernos a evaluar las necesidades del personal y las estrategias realistas que este seguirá.